# 이리야마 안나
이리야마 안나(일본어: 入山 杏奈, 1995년 12월 3일 ~ )는 일본 여성 아이돌 그룹 전 AKB48 팀A의 멤버이다.

## 이력
- 2014년 5월 25일, 이와테 현 타키자와시의 이와테 산업 문화 센터에서 열린 악수회에서 같은 팀A 멤버 카와에이 리나와 함께 칼을 가진 폭한에게 습격당해 오른손 새끼 손가락의 열상과 골절, 두부 열상의 부상을 입다.[1]
- 전 NMB48 팀M 멤버 시로마 미루와 친하고, 전 AKB48 팀B 캡틴 키자키 유리아와 절친이다.
- 2018년 4월 ~ 현재, 멕시코 유학 중
- 2022년 3월 17일, AKB48 극장에서 행해진 졸업 공연으로 AKB48를 졸업.